# Opština Gradsko
Gradsko (makedonsky Градско) je opština ve Vardarském regionu v Severní Makedonii. Gradsko je také název vesnice, která je centrem opštiny.

## Geografie
Opština Gradsko sousedí:
- na severu s opštinami Veles a Lozovo
- na východě s opštinou Štip
- na západě s opštinou Čaška
- na jihu s opštinou Rosoman

## Demografie
V opštině žije podle posledního sčítání lidu v roce 2021 celkem 3 233 obyvatel. Etnické složení je:
- Makedonci – 2 340 (72,38 %)
- Bosňáci – 349 (10,79 %)
- Romové – 127 (5,66 %)
- Albánci – 125 (2,85 %)
- ostatní nebo nevyjádření – 89 (4,21 %)